# Havlíčkův Brod
Havlíčkův Brod (pronunție în cehă [ˈɦavliːtʃkuːv ˈbrot], până în 1945 Německý Brod; în germană Deutschbrod) este o comună și un oraș din districtul Havlíčkův Brod din regiunea Vysočina dinCehia. Are o populație de aproximativ 24.000 de locuitori.
Centrul istoric al orașului este bine conservat și este protejat prin lege ca zonă de monument urban. Principalul obiectiv turistic al pieței orașului este Primăria Veche.

## Diviziuni administrative
Havlíčkův Brod este format din 14 diviziuni administrative (în paranteze populația conform recensământului din 2021):
- Havlíčkův Brod (20.151)
- Březinka (67)
- Herlify (93)
- Jilemník (70)
- Klanečná (19)
- Květnov (126)
- Mírovka (420)
- Poděbaby (513)
- Šmolovy (527)
- Suchá (212)
- Svatý Kříž (362)
- Termesivy (251)
- Veselice (55)
- Zbožice (54)

Jilemník și Zbožice formează două exclave ale teritoriului comunei.

## Etimologie
Cuvântul ceh brod are sensul de „vad”, punct de trecere al unei ape curgătoare. Orașul a fost numit mai întâi Brod și apoi Smilův Brod („Vadul lui Smil”) după fondatorul său Smil din Lichtenburk.
În secolul al XIV-lea a fost redenumit ca Německý Brod („Vadul german”) din cauza populației sale predominant germane. Din cauza sentimentului antigerman de după cel de-al Doilea Război Mondial, orașul a fost redenumit Havlíčkův Brod („Vadul lui Havlíček”) în onoarea scriitorului Karel Havlíček Borovský, care s-a născut în apropiere și a crescut și a studiat în oraș. A fost primul oraș dintre mai multe care a fost redenumit în 1945.

## Geografie

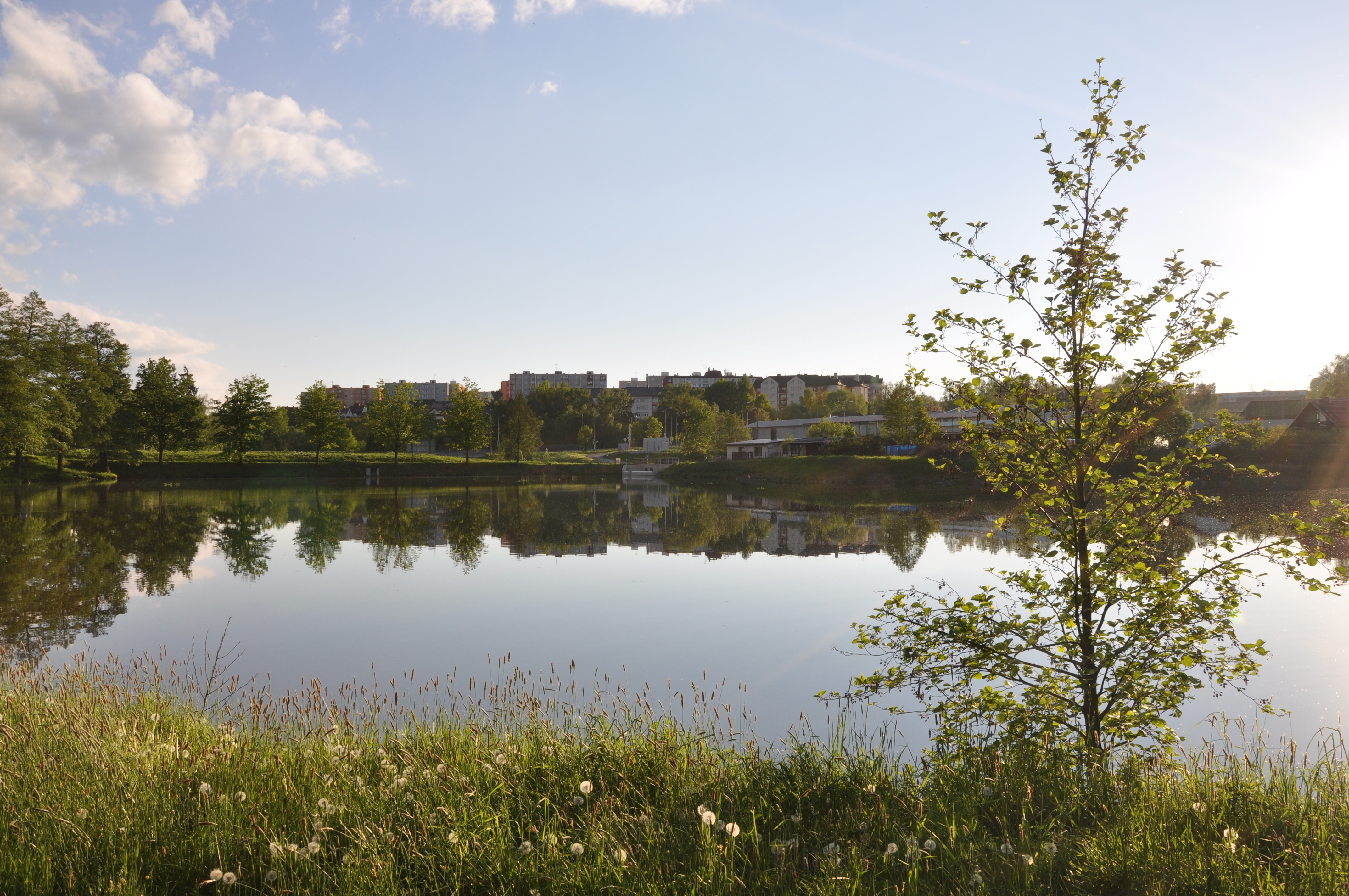
Complexe de locuințe din spatele iazului Cihlářský

Havlíčkův Brod se află aproximativ în centrul geografic al Cehiei. Se găsește la aproximativ 21 kilometri (13 mi) nord de Jihlava. Se află pe Dealurile Sázava de Sus. Râul Sázava curge prin oraș. Mai mulți afluenți mai mici ai râului Sázava curg prin teritoriul comunal: Cihlářský potok, Žabinec, Šlapanka⁠(d) cu Stříbrný potok, Úsobský potok, Rozkošský potok și Břevnický potok.
Au fost construite câteva sisteme de iazuri de pește care sunt alimentate de unele dintre aceste cursuri de apă. Mai multe iazuri de pe Cihlářský potok se află în zona urbană. Cel mai mare iaz de pe Cihlářský potok este Iazul Cihlář, care servește și pentru scopuri recreative și sporturi acvatice. Cel mai mare corp de apă de pe teritoriul comunei este rezervorul de apă Žabinec, alimentat de pârâul omonim.

## Istorie

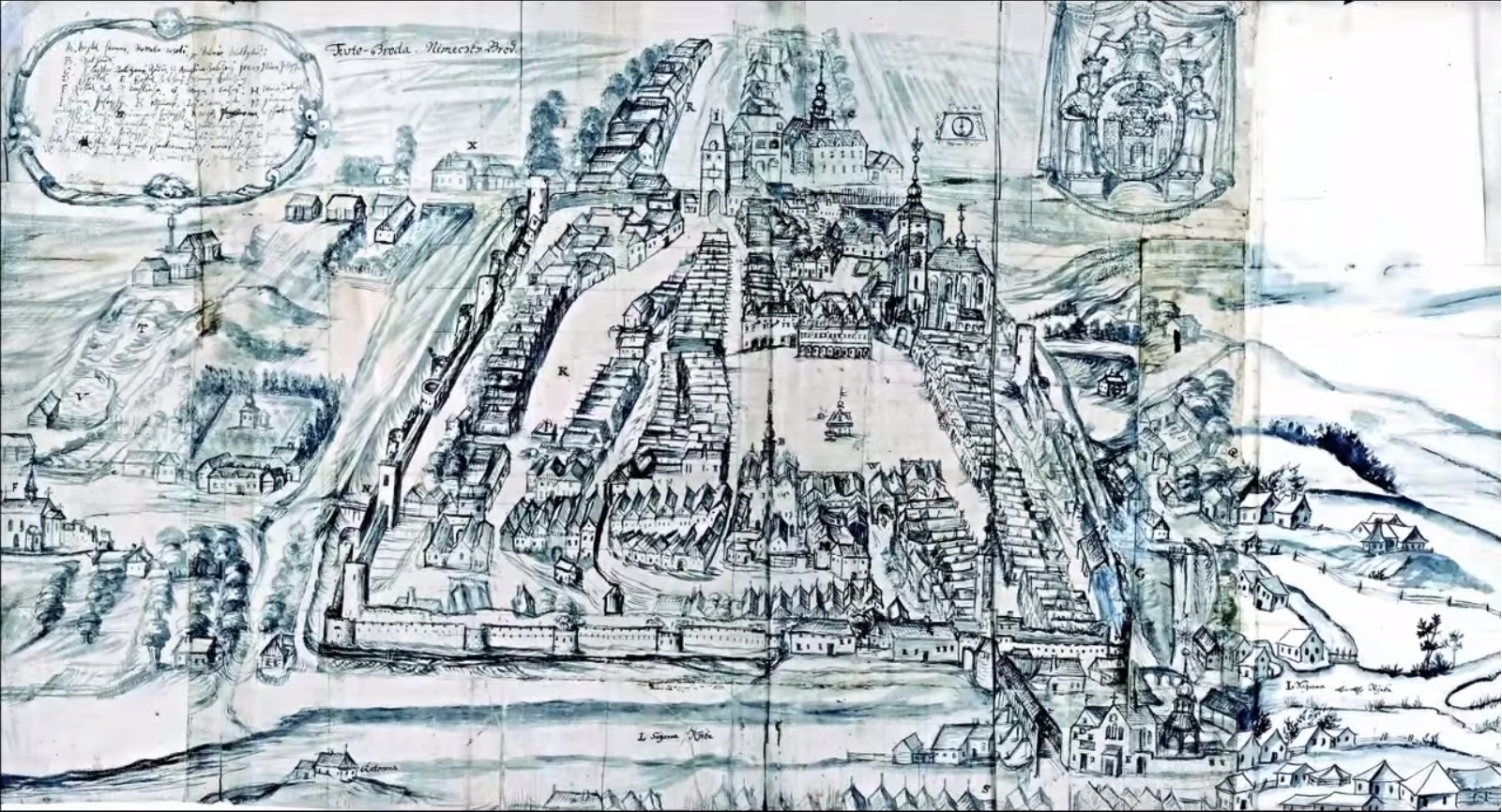
Cea mai veche ilustrație a orașului, c. 1690

După o legendă culeasă de cronicarul Wenceslaus Hajek⁠(d), Brod ar fi fost fondat în anul 793, cu toate acestea, acest an este foarte puțin probabil. Prima mențiune scrisă a unei așezări denumite Brod este din 1234, dar probabil este falsă. Prima mențiune credibilă despre Brod este din anul 1265. Orașul a fost fondat de Smil din Lichtenburg, probabil în 1251, pe o rută comercială. În 1308, a fost denumit pentru prima dată Německý Brod.
Brod a fost inițial un important oraș minier care era axat pe extracția de argint, ulterior a devenit un centru de meșteșuguri și de producție agricolă. În timpul Războaielor Husite din 1422, ca urmare a Bătăliei de la Německý Brod, Brod a fost cucerit de Jan Žižka și complet distrus. Orașul a fost refăcut cu o populație predominant vorbitoare de limba cehă. În 1436, a fost cumpărat de familia Trčka⁠(d) din Lípa. Brod a fost reînnoit și în secolele al XVI-lea și al XVII-lea a devenit o localitate prosperă. În 1637, a devenit oraș regal.
Prosperitatea sa s-a terminat odată cu Războiul de Treizeci de Ani. Brod a fost de două ori cucerit și jefuit. În 1646, 1664 și 1680, orașul a fost afectat de epidemii de ciumă. În 1662 și 1676, a fost deteriorat de incendii mari. Cea mai devastatoare inundație a lovit orașul în anul 1714.
În secolul al XIX-lea a avut loc o nouă dezvoltare economică și culturală. În 1850, Brod a devenit un oraș reședință de district. Brod a fost industrializat în a doua jumătate a secolului al XIX-lea, cu accent pe industria textilă și cea alimentară. O cale ferată a fost construită în 1870, iar gara a devenit ulterior un nod important.
Până în 1918, orașul a făcut parte din Austro-Ungaria, ca reședință a districtului Deutschbrod – Německý Brod, unul dintre cele 94 de Bezirkshauptmannschaften din Boemia.

## Economie

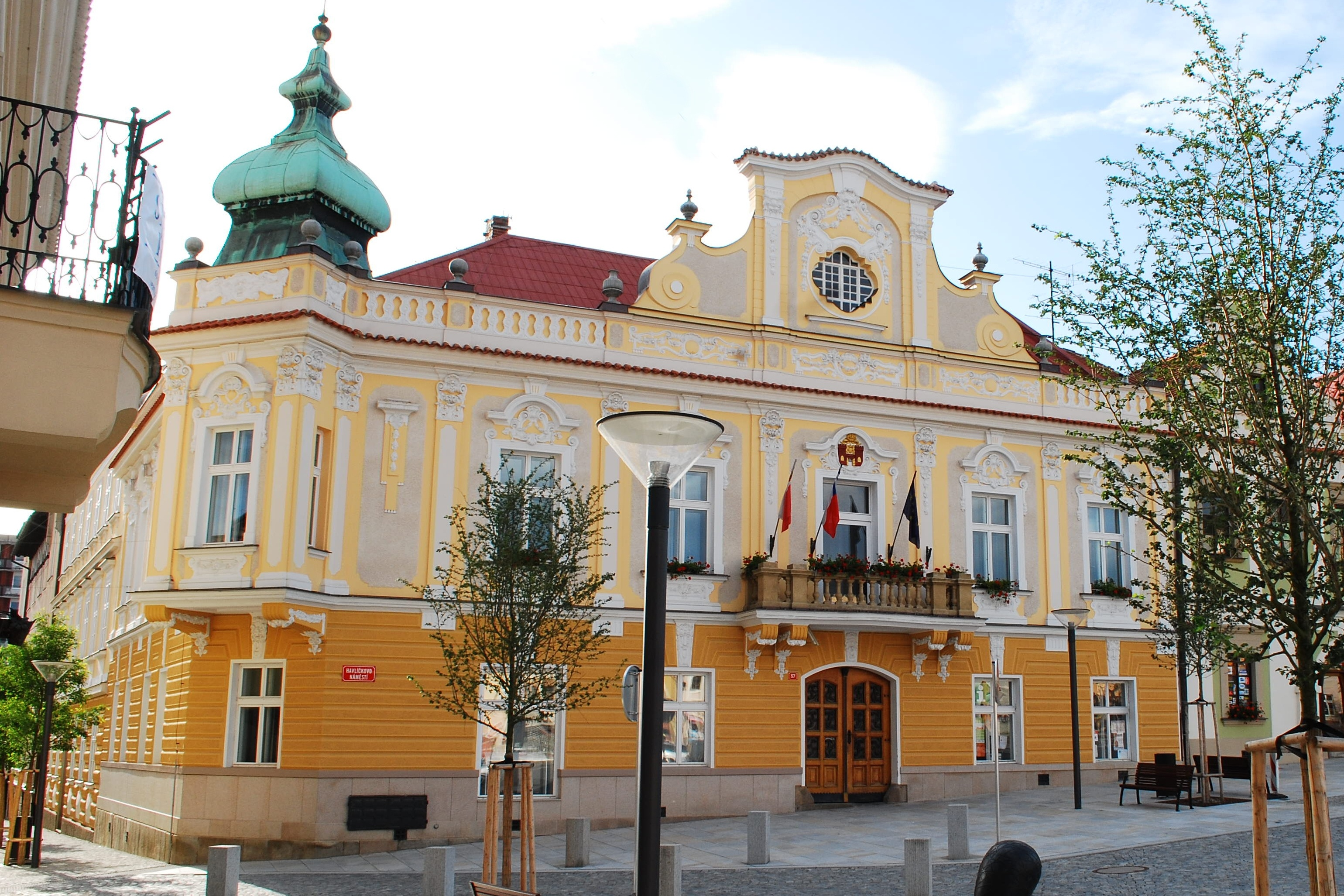
Noua Primărie

În Havlíčkův Brod se află două spitale, acestea sunt printre principalii angajatori din oraș.
Principalii angajatori industriali cu sediul în oraș sunt Futaba Czech sro, un producător de piese auto și Pleas as, un producător de lenjerie intimă fondat în 1939, care continuă tradiția îndelungată a industriei textile din oraș.
Fabrica de bere Havlíčkův Brod (Havlíčkobrodský pivovar) are sediul în oraș. A fost fondată în 1834.
Coloniștii germani din Německý Brod au câștigat dreptul de a produce bere în secolul al XIV-lea, când regele Ioan de Luxemburg sau Ioan al Boemiei a dat drepturi contractuale proprietarului Německý Brod, Jindřich din Lipé.

## Transporturi

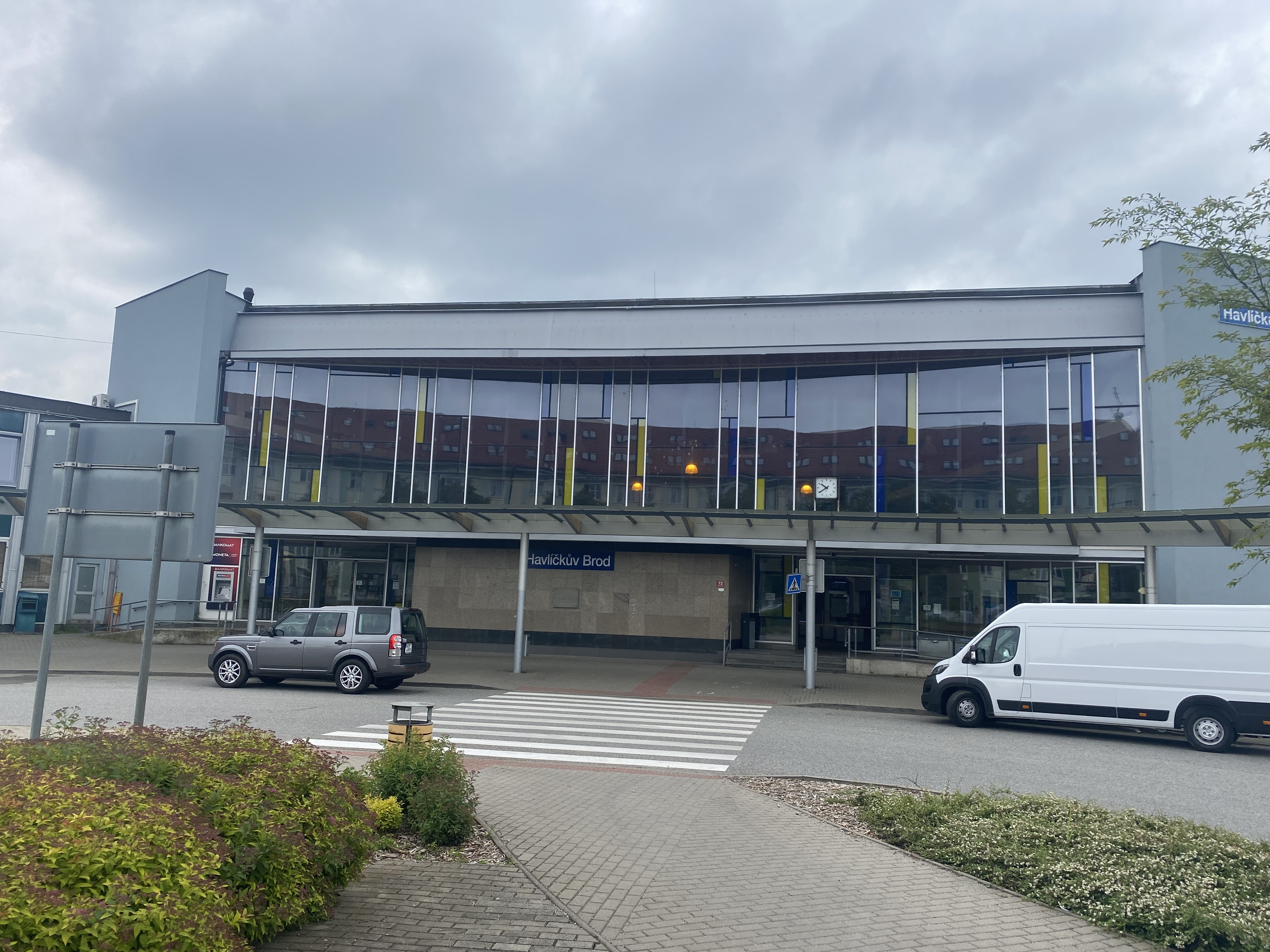
Gară

Havlíčkův Brod este atât nod rutier, cât și feroviar. Există cinci linii de cale ferată care duc de la gara principală: către Kolín și Praga, către Pardubice, către Brno, către Jihlava și linii locale către Humpolec⁠(d) și către Ledeč nad Sázavou. Pe lângă gara principală, teritoriul comunei este deservit de alte patru stații de tren: Havlíčkův Brod-Perknov, Mírovka, Pohledští Dvořáci și Dolík.
Prin oraș trec două drumuri majore cehe, I/34 de la České Budějovice spre Svitavy și I/38 de la Mladá Boleslav spre Jihlava, Znojmo și granița ceho-austriacă.
În apropierea orașului se află micul aeroport Havlíčkův Brod. Este folosit pentru zboruri sportive și pentru vizitarea obiectivelor turistice.

## Sport
Orașul găzduiește clubul de hochei pe gheață BK Havlíčkův Brod. Până în 2015, a jucat în prima ligă de hochei a Republicii Cehe.
FC Slovan Havlíčkův Brod este un club de fotbal, care joacă la nivelurile inferioare de amatori.

## Obiective turistice

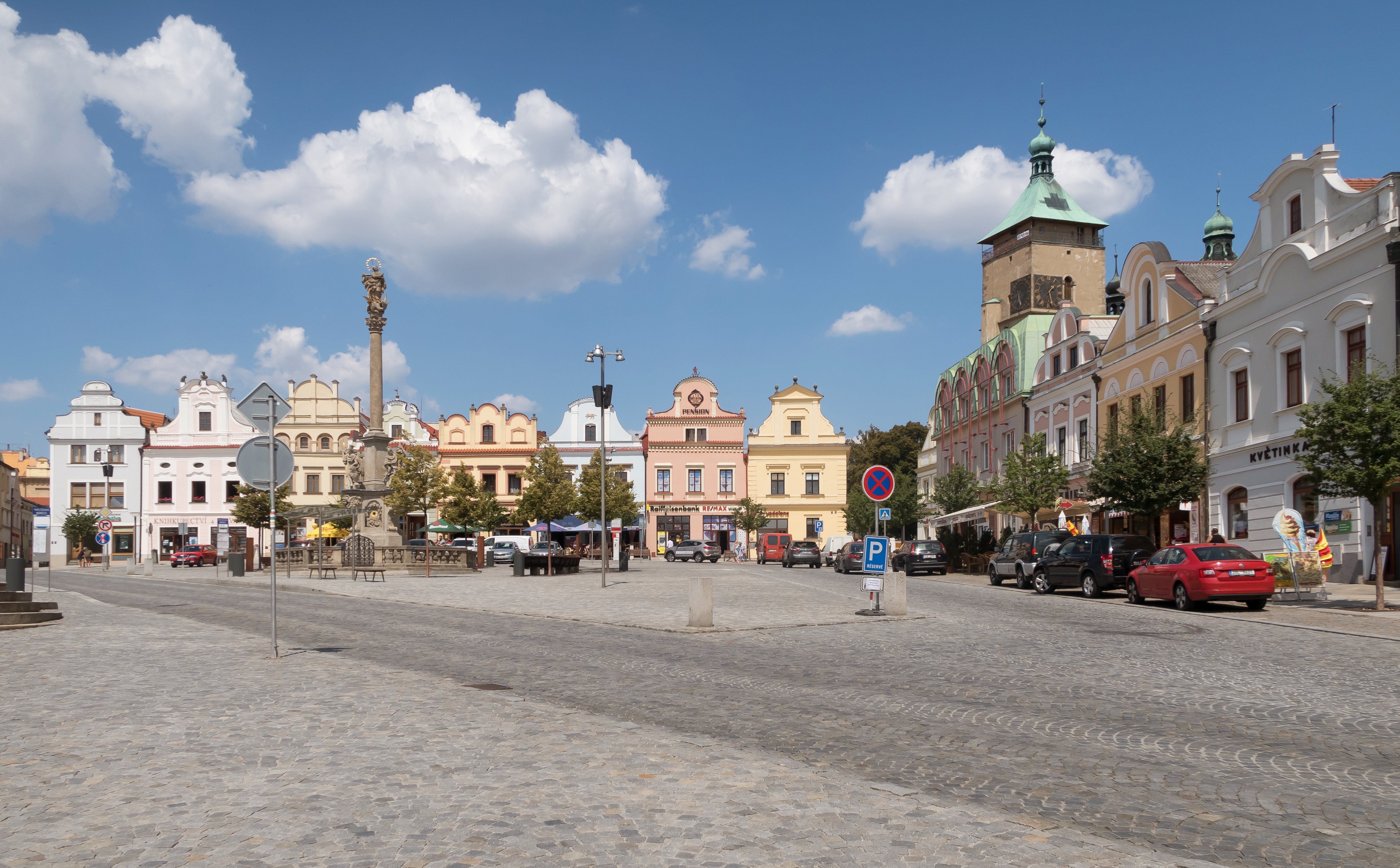
Piața Havlíčkovo

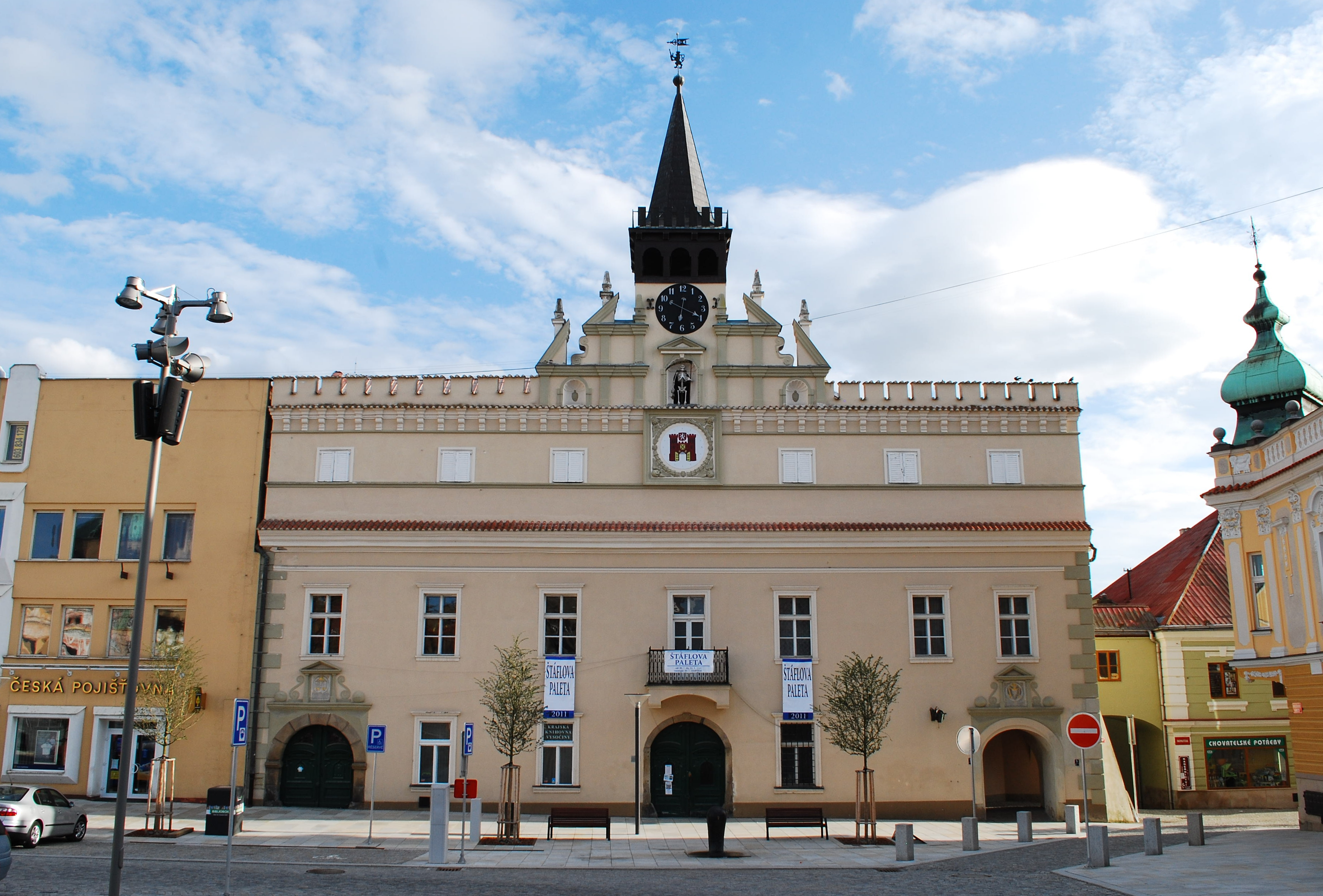
Vechea Primărie

Centrul istoric era delimitat de fortificații ale orașului. Mai multe fragmente se păstrează până astăzi. În centru se află Piața Havlíčkovo. Este mărginită de case burgheze valoroase în stil renascentist și baroc, unele dintre ele cu elemente gotice păstrate.
Principalul obiectiv turistic al pieței orașului este Primăria Veche. Casa inițial în stil gotic târziu de la sfârșitul secolului al XV-lea a fost reconstruită în stil renascentist după marele incendiu din 1662. În alcovul său se află unul dintre simbolurile orașului, un schelet al trădării care a deschis porțile armatei inamice în 1472 și a fost pedepsit pentru asta. Astăzi clădirea este deschisă ca o bibliotecă. Pentru valoarea sa, a fost protejată ca monument cultural național din 2024.
Vizavi de Vechea Primărie se afla Noua Primărie. Clădirea inițială a fost construită în secolul al XIII-lea și mai târziu a servit ca fabrică de bere și cazarmă militară. A fost reconstruită ultima dată în stil neo-baroc în 1884 și de atunci găzduiește biroul comunal. Obiectivul turistic din nordul pieței este Casa Havlíčkův.
Biserica Adormirea Maicii Domnului este cea mai veche biserica din Havlíčkův Brod. Clădirea originală în stil gotic timpuriu de la sfârșitul secolului al XIII-lea a fost construită de Ordinul Cavalerilor Teutoni. A fost reconstruită în 1380, în 1633–1637 și ultima în secolul al XVIII-lea. Turnul înalt al bisericii de 51 metri (167 ft) este principalul obiectiv turistic al orașului. Turnul include unul dintre cele mai vechi clopote din țară, fabricat în anii 1330. Turnul este deschis publicului.
Štáfl Cottage este o casă unică de arhitectură populară, protejată ca monument cultural național. Cele mai vechi părți ale casei sunt din secolul al XVI-lea.

## Personalități
- Jan František Beckovský⁠(d) (1658–1725), istoric, scriitor și traducător
- Ignác František Mara⁠(d) (1709–1783), violoncelist și compozitor
- Johann Stamitz (1717–1757), violoncelist și compozitor
- Josef Dobrovský (1753–1829), filolog și istoric; a studiat aici
- Karel Havlíček Borovský (1821–1856), scriitor și poet; a locuit aici
- Bedřich Smetana (1824–1884), compozitor; a locuit aici
- Karel Barvitius⁠(d) (1864–1937), editor
- Václav Klofáč⁠(d) (1868–1942), politician
- Vilém Kurz⁠(d) (1872–1945), pianist
- Jan Zrzavý⁠(d) (1890–1977), pictor; a locuit aici
- Jan Klán⁠(d) (1911–1986), pilot de vânătoare
- Karel Kuttelwascher⁠(d) (1916–1959), pilot de vânătoare
- Pavel Landovský⁠(d) (1936–2014), actor
- Jaroslav Holík⁠(d) (1942–2015), jucător și antrenor de hochei pe gheață
- Jiří Holík⁠(d) (n. 1944), jucător și antrenor de hochei pe gheață
- Jan Suchý⁠(d) (1944–2021), jucător de hochei pe gheață
- Josef Augusta (1946–2017), jucător și antrenor de hochei pe gheață
- František Janák⁠(d) (n. 1951), artist de sticlă
- Pavel Poc⁠(d) (n. 1964), politician
- Regina Rajchrtová⁠(d) (n. 1968), jucător de tenis
- Lenka Šmídová (n. 1975), marinar, medaliat olimpic
- Josef Marha⁠(d) (n. 1976), jucător de hochei pe gheață
- Radek Martínek⁠(d) (n. 1976), jucător de hochei pe gheață
- Petr Zelenka (n. 1976), criminal în serie
- Jan Novák⁠(d) (n. 1979), jucător de hochei pe gheață
- Tomáš Zdechovský (n. 1979), politician
- Josef Vašíček⁠(d) (1980–2011), jucător de hochei pe gheață
- Antonín Dušek⁠(d) (n. 1986), jucător de hochei pe gheață
- Marika Šoposká⁠(d) (n. 1989), actriță
- Hynek Zohorna⁠(d) (n. 1990), jucător de hochei pe gheață
- Tomáš Souček (n. 1995), fotbalist
- Radim Zohorna⁠(d) (n. 1996), jucător de hochei pe gheață
- Vítek Vaněček⁠(d) (n. 1996), jucător de hochei pe gheață

## Orașe înfrățite
Havlíčkův Brod este înfrățit cu:
- Brielle, Regatul Țărilor de Jos[29]
- Brixen, Italia[29]
- Spišská Nová Ves, Slovacia[29]

Havlíčkův Brod cooperează și cu alte localități cu numele Brod din Cehia: Český Brod⁠(d), Široký Brod⁠(d), Uherský Brod⁠(d), Vyšší Brod⁠(d) și Železný Brod⁠(d).

## Galerie

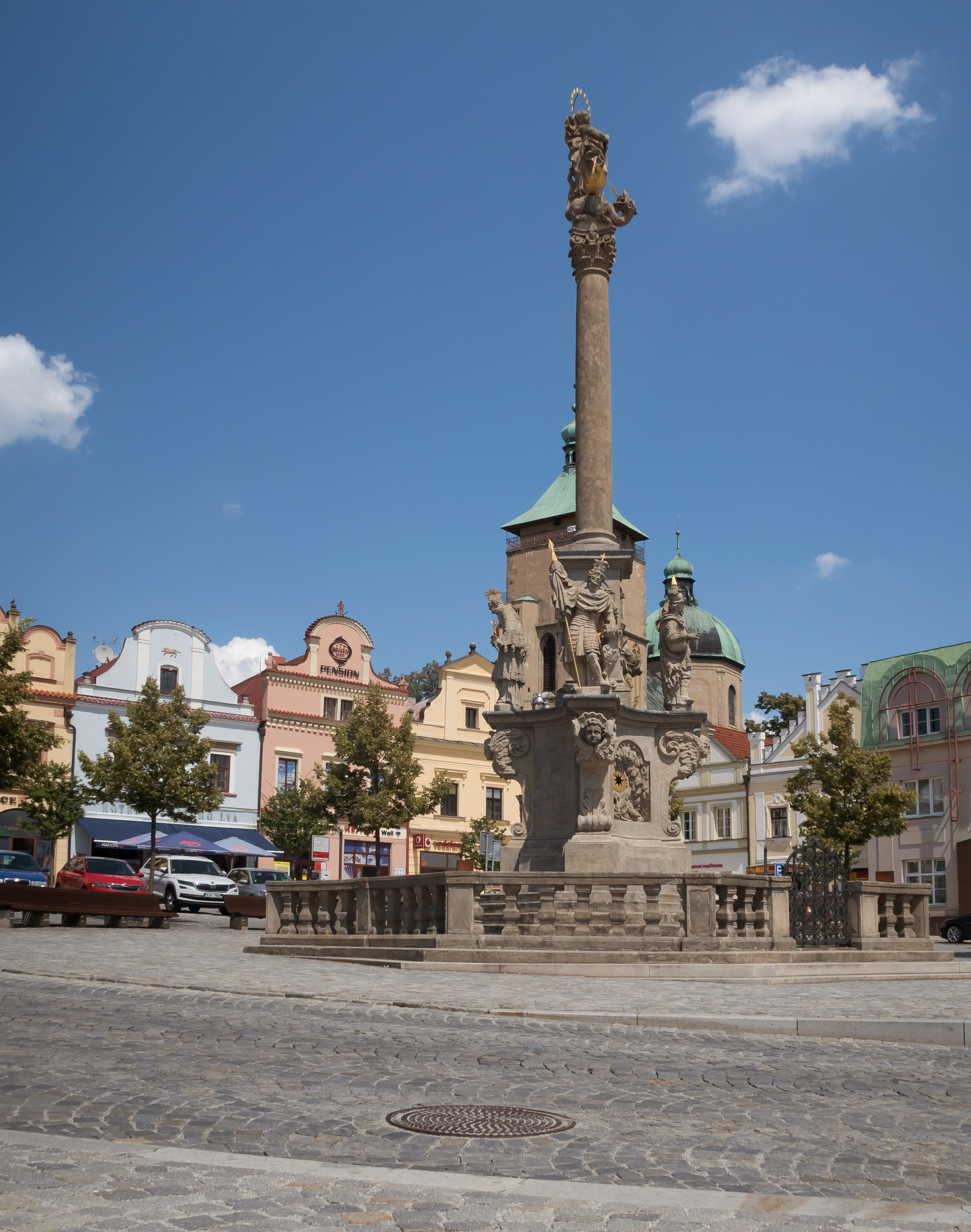
Coloana mariană din Piața Havlíčkovo
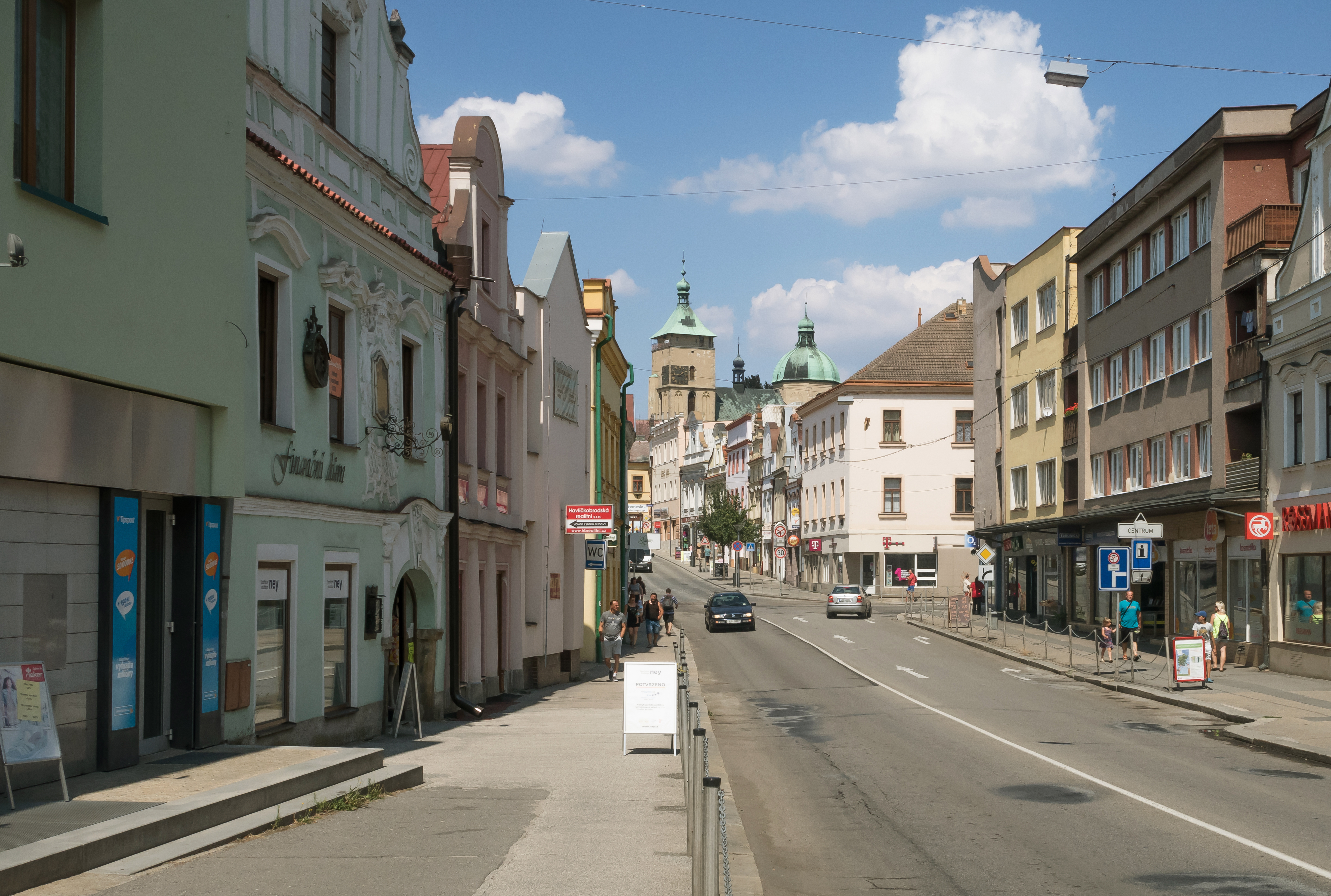
Strada Dolní
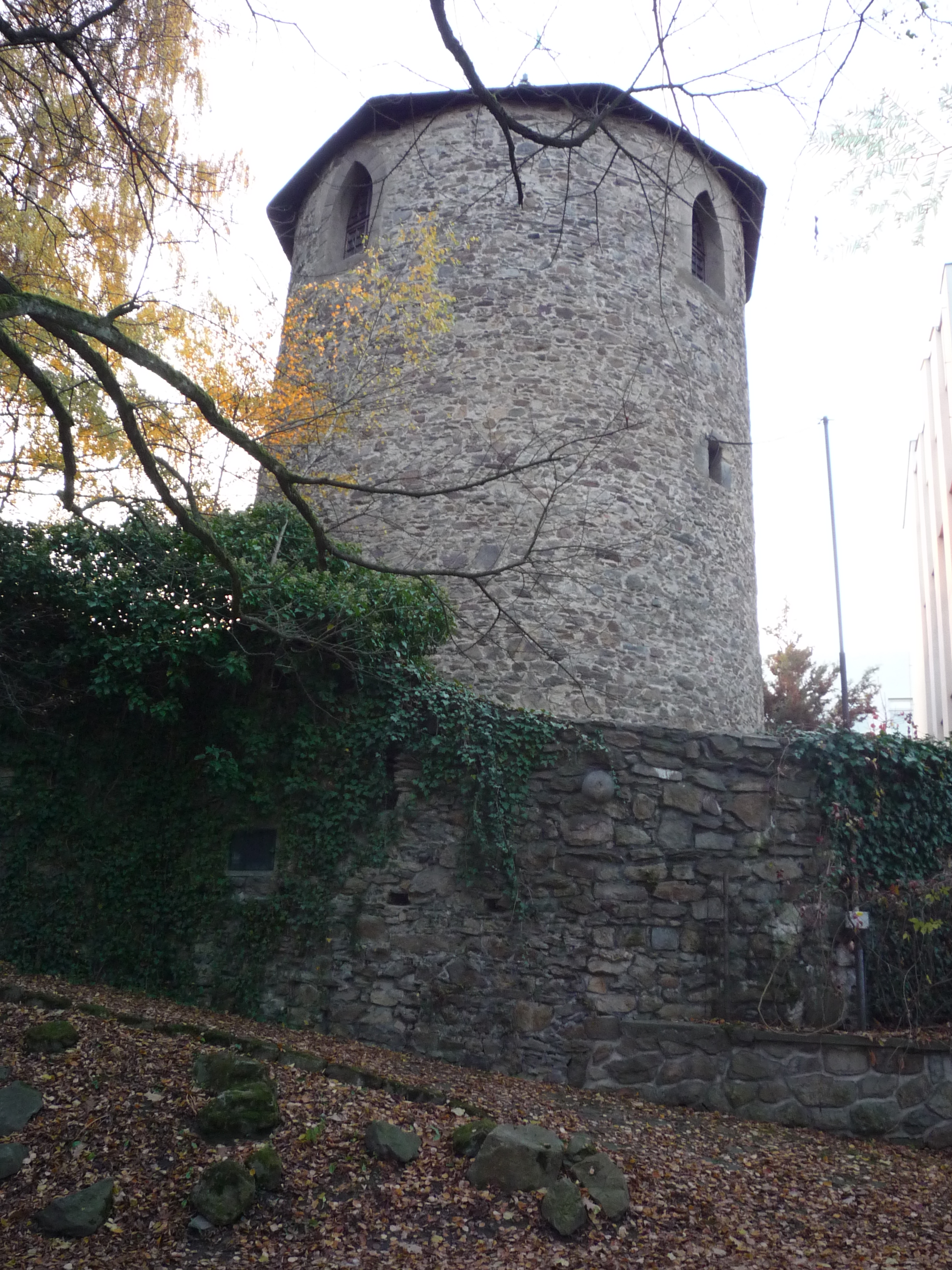
Rămășițele fortificațiilor orașului